# Zasap
Zasap je naselje v Občini Brežice.

## Prebivalstvo
Etnična sestava 1991:
- Slovenci: 77 (98,7 %)
- Hrvati: 1 (1,3 %)